# Shigekuni
Shigekuni（シゲクニ／本名である薫國と表記していた時期もある）は、DadaDの作曲、編曲、トラックメイカーを担当しているShigeのソロプロジェクト名義。音楽プロデューサー、ベーシスト、ミキシングも行う。東京都出身。好きな食べ物は茄子。

## 経歴・人物
ロックをやりたいため高校卒業後、2年間ほどアメリカ合衆国、ヨーロッパなどを放浪。その後バンド「kobose」のベース、ボーカルとして活動。インディーズアルバム『BIG MAN』を発表。独創的なベースプレイやライブパフォーマンスが話題となり最年少ベーシストとしてベース・マガジンの表紙を飾る。変態ベーシストと呼ばれた。愛用のベースはATLANSIA。
バンド「プライマス」のファンであり以前プライマスが来日した際にベースマガジンの企画でレス・クレイプール（ボーカル、ベース）に得意の英語でインタビューしたこと、俳優のキアヌ・リーブスがベーシストとして参加していたバンド、ドッグスターが日本公演を行った際に競演したことがある。
LEO IMAI BANDのベーシストであり、LEO今井とは学生時代からの友人。
2016年、みうらじゅん原作・安齋肇が初監督を務める映画『変態だ』にも（おっさん役）出演。
DadaDとして布施明司会の音楽番組「日本の名曲 人生、歌がある」に出演。

## 参加グループ
DadaD
KateとShigeのポップデュオ
LEOIMAI
LEO今井のバンド編成。メンバーは、LEO今井、岡村夏彦、シゲクニ、白根賢一

## 参加作品
- Bass Magazine 20周年コンピレーションアルバム「THE BASS&Groove／Go Go (Shige from CRAZY CHERRY)」（2005年）
- 雅-miyavi- アルバム「7 SAMURAI SESSIONS-We're KAVKI BOYZ-」ベースで参加（2007年）
- BALLOON88 アルバム「RAVER」プロデュース（2008年）
- 阿部芙蓉美 アルバム「HOW TO LIVE」プロデュース by 阿部芙蓉美、薫國（2013年）
- LEO今井 アルバム「Made From Nothing」ベース・ギターで参加（2013年）
- 倖田來未 アルバム「Color The Cover／情熱」ベースで参加（2013年）
- 岡林健勝 アルバム 「誰にも読めない」サウンドプロデュース（2014年）
- 阿部芙蓉美 ミニアルバム「ABEFUYUMI EP」プロデュース by 阿部芙蓉美、薫國（2014年）
- GRAPEVINE「Burning tree／Big tree song」アレンジ担当（2015年）
- 赤い靴 アルバム「AKAIKUTSU」ミックス・演奏で参加（2016年）
- LEO今井 Eテレ「デザインあ」「SHOOT&EDIT」演奏・映像参加（2016年）[3]
- 映画「変態だ」
  - おっさん役で出演・『音楽全集』ベースで参加（2016年）
- 新山詩織 シングル「さよなら私の恋心」Sound Produce by Chara ベースで参加（2017年）
- Ghost like girlfriend　ミニアルバム「WEAKNESS」プロデュース（2017年）
- ペトロールズトリビュート「WHERE, WHO, WHAT IS PETROLZ?／シェイプ」プロデュース 演奏 ミックスで参加（2017年）
- LEO IMAI アルバム「VLP」全曲ベースで参加（2018年）
- Ghost like girlfriend　ミニアルバム「WITNESS」プロデュース（2018年）
- 安藤裕子 アルバム「ITALAN」参加（2018年）[4]
- 阿部芙蓉美「Heart of Gold / ごみ溜めのバラード」プロデュース,mix（2018年）[5]
- THE CHARM PARK「Timeless Imperfections／Disc1 M4「マジック」」
- Ghost like girlfriend
  - ミニアルバム「WINDNESS」プロデュース（2019年）
  - アルバム「Version」プロデュース（2019年）
- The Wisely Brothers「Captain Sad」M1「気球」M11「Horse/馬たち」プロデュース（2019年）
- 安藤裕子
  - 配信シングル「恋しい」作曲（2019年）
  - 配信シングル「鑑」アレンジ担当（2019年）
- MIKKO 配信シングル「十三夜のピアノ」mix担当（2019年）
- LEO今井「6JapaneseCovers 」ベースで参加（2019年）
- 阿部芙蓉美 配信シングル「鳥」プロデュース,mix（2019年）
- 伊澤一葉 アルバム「5に至り咲きました」プロデュース（2020年）
- 安藤裕子
  - アルバム「Barometz」プロデュース,演奏,アレンジ等で参加（2020年）
  - 配信シングル「衝撃」TVアニメ『進撃の巨人』The Final Seasonエンディングテーマ  アレンジ・演奏担当（2021年）
  - トリビュート・アルバム『Salyu 20th Anniversary Tribute Album "grafting"』収録曲「landmark」アレンジ、ギター、ベース等で参加（2024年）

## ライブサポート
雅-MIYAVI-,LEO今井,阿部芙蓉美,永野亮,前野健太,赤い靴,安藤裕子,大橋トリオ,THE CHARM PARK,琴音,Ghost like girlfriend,世武裕子,吉澤嘉代子

## 主な出演ライブ・イベント
- フジロックフェスティバル
- SUMMER SONIC
- りんご音楽祭